# Spirama guttata
Spirama guttata là một loài bướm đêm trong họ Erebidae.